# 败者为王
《败者为王》（英語：Lee Chong Wei: Rise of the Legend）是一部2018年马来西亚真人传记电影，改编自2012年出版的同名书籍。电影讲述马来西亚羽毛球运动员宗伟的故事，并由马逸腾執导，于2018年3月15日上映。

## 剧情
来自贫穷家庭的李宗伟从小就热爱打羽球，虽然球技常被两位哥哥嫌弃而拒绝让宗伟参与他们，宗伟并没有气馁，反而不断地练习。在一场羽球赛中，李宗伟成功获得冠军，教练郑炳发无意间发现了宗伟的羽球天分，欲栽培宗伟，岂知宗伟过于投入打羽球而忽略学习，考试成绩满江红，因此遭父亲李亚才拒绝。一次，李宗伟受人诱骗打非法球赛，被其父亲友人揭发。事后李亚才开出条件，如果宗伟向郑炳发请教并接受正统的羽球训练，就不再反对他打羽球。
随后宗伟开始跟从郑炳发学打羽球，进步神速，在国家羽球学院选拔赛中更夺下冠军宝座，可惜却因身高不达标而无缘进入国家羽球学院；直至17岁那年，李宗伟在一场比赛中遇见莫滕·弗罗斯特，接着莫滕引荐宗伟加入国家羽球学院。
宗伟在国家羽球学院加入魔鬼教练米斯本·西迪的训练队伍，米斯本的训练方式让宗伟吃了不少苦头，两人也因此发生摩擦，心存芥蒂。宗伟在学校认识了妙珠，两人情窦初开，可惜恋情遭妙珠的家人反对，两人承诺一定要拿国际金牌，争取获得妙珠家人的认同。
宗伟在2000年亚洲青年锦标赛遇到了羽球生涯中永远的对手——林丹，首次败在林丹的手下，宗伟心情低落。米斯本安慰他，并道出过去对宗伟的种种要求，就是要他成为让大家都信服的运动员，宗伟恍然大悟。
2006年马来西亚羽球公开赛之际，宗伟代表马来西亚出赛，大家都对宗伟抱着很大的期望，妙珠和家人也到现场为宗伟加油打气。最终，宗伟不负众望夺下首个金牌，全国气氛沸腾，妙珠激动和宗伟相拥而泣，妙珠家人也默许两人恋情。

## 演员
| 演員       | 角色              | 介紹                                 |
| 李宗偉     | -                 | 特別客串。                           |
| 黄炜杰     | 宗偉              | 儿时宗偉。                           |
| 曾冠源     | 宗偉              | 成年宗偉。                           |
| 罗斯炎·诺  | 米斯本·西迪       | 国家队教练。                         |
| 王駿       | 郑炳发            | 儿时宗偉的教练。                     |
| 潘思慧     | 黄妙珠            | 馬來西亞羽毛球學院同班同學宗偉的妻子 |
| 楊維       | 黃妙璟            | 黃妙珠的姐姐                         |
| 邱文博     | Mr. Haw（劉金土） | 馬來西亞羽毛球學院宿舍舍监           |
| 拿督彭建伟 | 雷叔              | 羽毛球店店長                         |
| 曾潍山     | 金刚              | 地下球館成員                         |
| 徐凱       | 楊坤成            | 馬來西亞羽毛球學院同班同學。         |
| 李國煌     | 李亚財            | 宗偉的父亲                           |
| 杨雁雁     | 许金水            | 宗偉的母亲                           |
| 林大咏     | 拿督李宗顺        | 宗偉的大哥                           |
| 林莉帏     | 李美琴            | 宗偉的姐姐                           |
| 顏子斌     | 李宗穎            | 宗偉的二哥                           |
| 陳澤耀     | 黃綜翰            | 羽球球員                             |
| 郭曉東     | 陳重名            | 羽球球員                             |
| 陳志雄     | 凌丹              | 影射中國羽毛球選手林丹               |
| 甘家旗     | 李矛              | 李宗偉及黃妙珠教練                   |

## 電影主題曲
| 曲別   | 歌名 | 演唱者                | 作詞           | 作曲   |
| 主題曲 | 逐光 | 蔡恩雨、娜碧拉·拉扎里 | 馬逸騰、李順忠 | 馬逸騰 |

## 制作

### 发展
2016年10月，马虎电影有限公司（Mahu Pictures Sdn Bhd）宣布和马逸腾合作开拍李宗伟的自传电影《败者为王》，此由李宗伟方面授权志博影业有限公司（CB Pictures Sdn Bhd）进行相关事宜，预计耗资约600万令吉内于2017年中开拍。

### 选角
2017年2月24日，电影制作公司在脸书专頁上传了张海报，表示正在招募演员中。由于反应热烈，公司已经举办了三次试镜活动，吸引了逾2000人参与活动。其中黄炜杰从海选脱颖而出后率先接受了2个星期的训练，结果只能饰演欺负儿时李宗伟的配角。但原本饰演李宗伟的演员缺乏情感，于是在最后一分钟换上了黄炜杰。

### 拍摄
电影在2017年7月开拍，并在8月完成拍摄。首支预告片于2017年12月出炉。

## 营销和发行
电影于2017年11月將片名英文「Rise of the Legend」及馬來文「Menjulang Kejuaraan」正名为「Lee Chong Wei」，新舊名稱改以正副標題並記，但官方中文片名《败者为王》不變；也因此在新加坡記作《李宗伟》（Lee Chong Wei）。
2018年3月9日，在吉隆坡的武吉加里尔国家体育场进行首映会，出席者包括马来西亚前首相马哈迪·莫哈末和夫人茜蒂哈斯玛。同月15日，在马来西亚和新加坡全国上映。制片公司也曾经透露规划要带到中国大陆、台湾和香港上映；同时也分别因有日本球拍品牌赞助以及李宗伟在全英赛夺得冠军的关系，他们也会考虑在日本和欧美国家上映。电影之后确认将于2018年6月底以《李宗伟：败者为王》为名在上海首映，并于9月28日在台湾上映。
《败者为王》进行首映时超过2万人到现场观看，因此获颁亚洲最大电影首映礼证书。该片在马来西亚上映四天后以210万令吉的票房拿下了季军，仅落后于《古墓奇兵》和《KL特种部队》。